# Октябрський (Сисертський міський округ)
Октя́брський (рос. Октябрьский) — селище у складі Сисертського міського округу Свердловської області.
Населення — 2772 особи (2010, 2534 у 2002).
Національний склад населення станом на 2002 рік: росіяни — 62 %.